# تاتسوهیکو کوبو
تاتسوهیکو کوبو (به انگلیسی: Tatsuhiko Kubo) بازیکن فوتبال اهل ژاپن و عضو تیم ملی فوتبال ژاپن است که در تاریخ ۲۸ اکتبر ۱۹۹۸ میلادی اولین بازی ملی‌اش را انجام داد. او در ۳۲ بازی ملی حضور داشت و آخرین بازی ملی خود را در تاریخ ۱۳ مه ۲۰۰۶ میلادی انجام داد. تاتسوهیکو کوبو در بازی‌های ملی‌اش
۱۱ گل به ثمر رساند.